# Gustavo Biscayzacú
Gustavo Biscayzacú (* 5. Oktober 1978 in Montevideo) ist ein ehemaliger uruguayischer Fußballspieler und heutiger -trainer. Er wurde mit CSD Colo-Colo chilenischer Meister und gewann mit Nacional Montevideo die Meisterschaft Uruguays.

## Spielerkarriere
Gustavo Biscayzacú, Spitzname El Grillo, begann seine Karriere in seiner Geburtsstadt Montevideo bei Defensor Sporting, wo er sein Debüt am 14. September 1997 gegen den Stadtrivalen Peñarol Montevideo gab. Nach drei Jahren wechselte der Stürmer nach Chile, wohin er nach weiteren Stationen in Spanien und Neuseeland wieder zurückkehrte. Für Unión Española erzielte Biscayzacú im Jahr 2003 31 Tore. Nach den beiden Stationen CD Veracruz und CF Atlante in Mexiko kam er nach Santiago de Chile zurück und wurde mit dem Hauptstadtklub CSD Colo-Colo in der Clausura 2007 chilenischer Meister. Nach einer weiteren Station in Mexiko bei Club Necaxa ging Biscayzacú in seine Heimatstadt zu Nacional Montevideo und wurde mit dem Team uruguayischer Meister 2008/09. Er spielte bis zum Karriereende 2016 im Trikot des Boston River, zuvor noch bei Vereinen in Brasilien, Uruguay und Kolumbien.

## Trainerkarriere
Nach seiner aktiven Karriere wurde Gustavo Biscayzacú 2019 Trainer des CA Villa Teresa in der Segunda División. 2020 trainierte er den Ligakonkurrenten Racing Club de Montevideo.

## Erfolge
CSD Colo-Colo
- Chilenischer Meister: 2007-C

Nacional Montevideo
- Uruguayischer Meister: 2008/09

## Individuelle Auszeichnungen
- Torschützenkönig der chilenischen Primera B: 2000
- Torschützenkönig der chilenischen Primera División: 2003-C